# André Niklaus
André Niklaus (Berlino, 30 agosto 1981) è un multiplista tedesco, campione mondiale indoor dell'eptathlon nel 2006.

## Carriera
Oltre al titolo mondiale nell'eptathlon, ha partecipato ai Giochi olimpici di Pechino 2008 chiudendo 8º nel decathlon ed a tre edizioni dei mondiali all'aperto, dal 2003 al 2007.

## Palmarès
| Anno | Manifestazione    | Sede      | Evento    | Risultato | Prestazione | Note                                     |
| ---- | ----------------- | --------- | --------- | --------- | ----------- | ---------------------------------------- |
| 1999 | Europei juniores  | Riga      | Decathlon | 4º        | 7339 p.     | Miglior prestazione personale            |
| 2000 | Mondiali juniores | Santiago  | Decathlon | Bronzo    | 7712 p.     | Miglior prestazione personale            |
| 2001 | Europei under 23  | Amsterdam | Decathlon | Oro       | 8042 p.     |                                          |
| 2003 | Europei under 23  | Bydgoszcz | Decathlon | Oro       | 7983 p.     |                                          |
| 2003 | Mondiali          | Parigi    | Decathlon | 8º        | 8020 p.     |                                          |
| 2005 | Mondiali          | Helsinki  | Decathlon | 4º        | 8316 p.     | Miglior prestazione personale            |
| 2006 | Mondiali indoor   | Mosca     | Eptathlon | Oro       | 6192 p.     | Miglior prestazione personale            |
| 2007 | Mondiali          | Osaka     | Decathlon | 5º        | 8371 p.     | Miglior prestazione personale            |
| 2008 | Giochi olimpici   | Pechino   | Decathlon | 7º        | 8220 p.     |                                          |
| 2009 | Europei indoor    | Torino    | Eptathlon | 5º        | 5981 pt.    | Miglior prestazione personale stagionale |